# モデルヒューマンプロセッサ
モデルヒューマンプロセッサ（英語：Model Human Processor または Human processor model、略称：MHP）は、スチュアート・カード、トーマス・P・モラン、アレン・ニューウェルによって構築された人間の認知をモデル化するための手法である。

## 概要

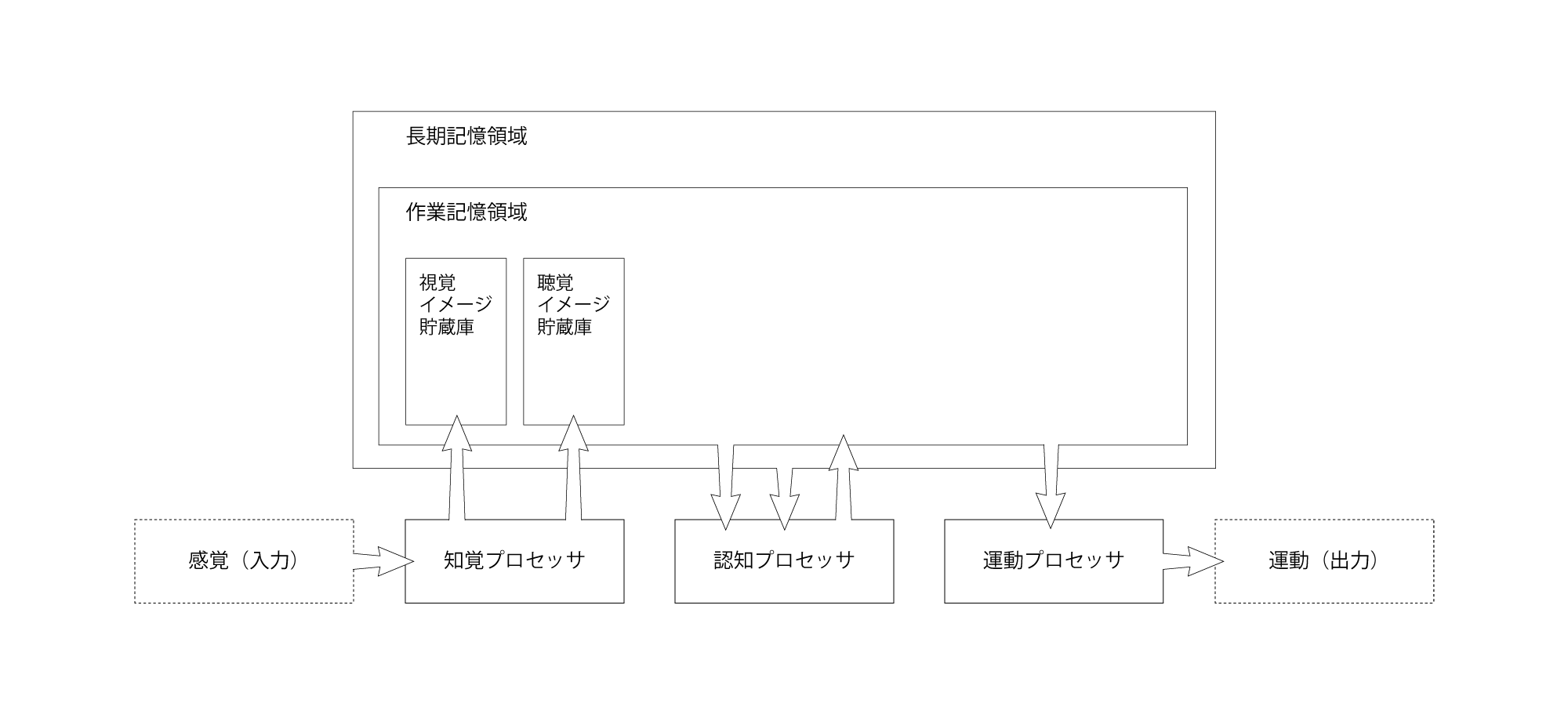
モデルヒューマンプロセッサ

人間の知覚、認知、運動および記憶容量をコンピュータの処理および記憶容量になぞらえ、人間があるタスクを実行する際の所要時間を計算したり、システムのユーザビリティを評価したりするために利用する。
カードらは人間の知覚、認知、運動に関する処理機能をそれぞれ知覚系 (Perceptual subsystem)、認知系 (Cognitive subsystem)、運動系 (Motor subsystem) としてモデル化し、各系における処理の所要時間や記憶領域の容量などを実験によって定量的に求めた。このため、システム設計者は自ら実験を行うことなく、それらの値を利用することにより、ユーザがシステムを利用する際の所要時間を推算することが可能である。

### 知覚系
知覚系は視覚刺激や聴覚刺激を知覚する役割を担う。知覚系では知覚プロセッサ (Perceptual processor) が処理を行い、視覚イメージ貯蔵庫 (Visual image store) および聴覚イメージ貯蔵庫 (Auditory image store) と連携する。知覚プロセッサが1回の刺激を知覚するために要する時間は、平均100ミリ秒である。

### 認知系
認知系は記憶を照会したり情報を処理したりする役割を担う。認知系では認知プロセッサ (Cognitive processor) が処理を行い、作業記憶 (Working memory) および長期記憶 (Long-term memory) と連携する。認知プロセッサが1回の認知処理を実行するために要する時間は、平均70ミリ秒である。

### 運動系
運動系は身体を動かす役割を担う。運動系では運動プロセッサ (Motor processor) が処理を行い、作業記憶と連携する。運動プロセッサが1回の動作を発動するために要する時間は、平均70ミリ秒である。
| 項目                         | 平均       | 最小        | 最大        |
| ---------------------------- | ---------- | ----------- | ----------- |
| 知覚プロセッサのサイクル時間 | 100ミリ秒  | 50ミリ秒    | 200ミリ秒   |
| 認知プロセッサのサイクル時間 | 70ミリ秒   | 25ミリ秒    | 170ミリ秒   |
| 運動プロセッサのサイクル時間 | 70ミリ秒   | 30ミリ秒    | 100ミリ秒   |
| 視覚情報の半減期             | 200ミリ秒  | 90ミリ秒    | 1000ミリ秒  |
| 視覚情報の記憶容量           | 17文字     | 7文字       | 17文字      |
| 聴覚情報の半減期             | 1500ミリ秒 | 90ミリ秒    | 3500ミリ秒  |
| 聴覚情報の記憶容量           | 5文字      | 4.4文字     | 6.2文字     |
| 目の運動時間                 | 230ミリ秒  | 70ミリ秒    | 700ミリ秒   |
| 有効な作業記憶の容量         | 7チャンク  | 5チャンク   | 9チャンク   |
| 純粋な作業記憶の容量         | 3チャンク  | 2.5チャンク | 4.2チャンク |
| 作業記憶の半減期             | 7秒        | 5秒         | 226秒       |
| 1チャンクの作業記憶の半減期  | 73秒       | 73秒        | 226秒       |
| 3チャンクの作業記憶の半減期  | 7秒        | 5秒         | 34秒        |

## 計算方法
人間が一連のタスクを完遂するまでの所要時間は、以下の手順によって推算できる。
1. 一連のタスクに含まれるステップをすべて挙げる。
2. 各ステップを知覚プロセッサ、認知プロセッサ、運動プロセッサのいずれかとして置き換える。
3. 知覚プロセッサを100ms、認知プロセッサを70ms、運動プロセッサを70msに置き換え、それらの総和を求める。
4. 求めた総和がそのタスクを完遂するまでの所要時間に相当する。

例えば、「ディスプレイ上に2つの記号が並んで表示され、両者が同じものならばキーボードのYキーを押し、異なるものならばNキーを押す」という一連のタスクを完遂するまでの所要時間は、以下の手順によって求められる。
1. 「2つの記号を視覚的に知覚」→「両者を比較」→「押すべきキーを決定」→「キーを押す」
2. 「知覚プロセッサ」→「認知プロセッサ」→「認知プロセッサ」→「運動プロセッサ」
3. 100ms + 70ms + 70ms + 70ms = 310ms
4. 人間がこのタスクを完遂するまでに要する時間は310msであると推算できる。